# Jean Volvey
Jean Volvey, né le 15 juin 1910 à Paris et décédé le 25 mai 1994 au Cannet, est un militaire français, compagnon de la Libération.

## Biographie
Reprise en partie de sa Fiche Biographique sur le site de l'Ordre de la Libération 
Ingénieur de l'École Centrale des Arts et Manufactures (Promotion 1934), il effectue son service militaire en 1934-1935 à l'École des Chars, puis au 509e Régiment de Chars de Combat à Maubeuge.
Ingénieur aux Forges et Ateliers de construction électrique de Jeumont, il est mobilisé en 1939 avec le grade de lieutenant au Dépôt de chars no 509.
Il participe à la Bataille de Narvik, puis, évacué vers l'Angleterre, il se rallie à la France Libre dès juin 1940.
Il met sur pied avec le lieutenant Divry, la 1re Compagnie autonome de chars de combat des Forces françaises libres, noyau initial du 501e régiment de chars de combat.
À la tête de son unité, il prend une part active aux opérations de ralliement du Gabon (octobre-novembre 1940) puis aux campagnes d'Érythrée et de Syrie pendant laquelle il est grièvement blessé le 21 juin 1941 au cours de la prise de Damas.
Longuement hospitalisé, Jean Volvey est nommé adjoint au Directeur de la cavalerie puis Directeur du Service auto des FFL à Beyrouth.
À partir d'avril 1943, il est chef d'exploitation au réseau aérien des lignes militaires sous le commandement du colonel de Marmier.
Entre 1945 et 1958, Jean Volvey est gérant de plusieurs sociétés de transport en Oubangui et au Cameroun.
Il est ensuite directeur de l'usine de Pierrelatte de 1959 à1973
De 1973 à 1976, il est le représentant du CEA en Polynésie Française.
De 1976 à 1981, il est Président de l'Association pour le Développement industriel de la Vallée du Rhône (ADIVAR).
En 1981, il est candidat RPR dans la Deuxième circonscription de la Drôme. Il n'est pas élu. 
Jean Volvey est décédé le 25 mai 1994 au Cannet dans les Alpes-Maritimes. 
Il repose au cimetière d'Ouzouer-sur-Loire.

## Décorations
- Commandeur de la Légion d'honneur
- Compagnon de la Libération par décret du 17 avril 1944[3]
- Croix de guerre 1939–1945